# Cmentarz żydowski w Pajęcznie
Cmentarz żydowski w Pajęcznie – kirkut, znajdował się w północnej części miasta. Powstał prawdopodobnie w pierwszej połowie XIX wieku. W czasie II wojny światowej uległ dewastacji. Obecnie na jego terenie rośnie las. Nie zachowały się żadne macewy.